# Саппоро Доум
«Саппоро Доум» (яп. 札幌ドーム) — багатофункціональний стадіон, розташований у місті Саппоро, Хоккайдо, Японія. Є домашньою ареною футбольного клубу Джей-ліги «Консадоле Саппоро» і бейсбольного клубу «Хоккайдо Ніппон-Хам Файтерс». Стадіон був відкритий 3 червня 2001 року.

## Історія
«Саппоро Доум» був відкритий в 2001 році та вміщав 41 580 осіб. Стадіон приймав у себе 3 матчі чемпіонату світу з футболу 2002 року: Німеччина — Саудівська Аравія, Аргентина — Англія та Італія — Еквадор; всі 3 матчі пройшли в рамках групового турніру.
«Саппоро Доум» приймав церемонію відкриття чемпіонату світу з лижних видів спорту 2007 року 22 лютого, а також церемонію закриття чемпіонату 4 березня. Стадіон увійшов в історію змагань рівня світових чемпіонатів або Зимових Олімпійських ігор як перше місце проведення змагань у лижних гонках і етапу спринту на 7,5 км у лижному двоборстві та у закритому приміщенні і в нічний час.
В кінці 2009 року були закінчені роботи по збільшенню місткості до 53 796 осіб. В ці роботи також увійшло спорудження місця для закладів громадського харчування, додатковий відео екран, дві додаткові роздягальні (для команд бейсбольної НФЛ), додаткові приміщення для преси, прибудовані до стадіону. Для реалізації цих робіт площа поверхні самої арени була знижена.

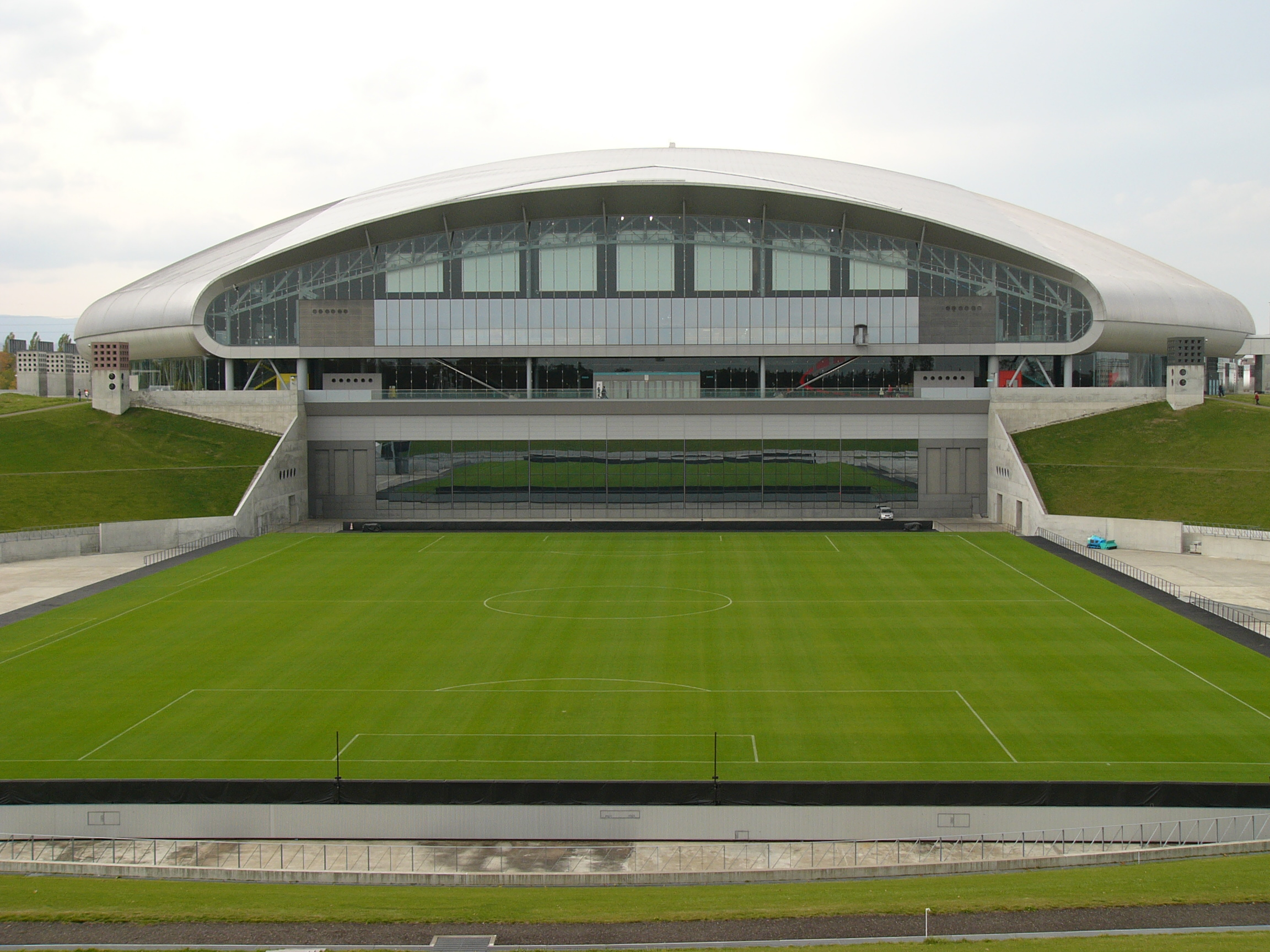
Висувне трав'яне поле за межами стадіону

В подальшому був обраний одним з футбольних майданчиків для Літніх Олімпійських ігор 2020 року, а до того був місцем проведення церемонії відкриття зимових Азійських ігор 2017 року і був однією з арен Кубка світу з регбі-15 2019 року, прийнявши два матчі .

## Висувна конструкція
«Саппоро Доум» насамперед відомий наявністю двох абсолютно різних за своєю формою полів для бейсболу і футболу, які завдяки висувній конструкції можуть змінювати один одного. Бейсбольні матчі граються на штучному газоні, в той час як футбольні ігри проводяться на трав'яному полі, яке вистувається під час його невикористання за межі стадіону. Кілька подібних стадіонів світу, що використовують подібну конструкцію включають в себе: Фельтінс-Арена в Німеччині, Гелредом в Нідерландах і Стадіон університету Фінікса в США; проте на відміну від них Саппоро Доум має фіксований дах.

## Чемпіонат світу з футболу 2002

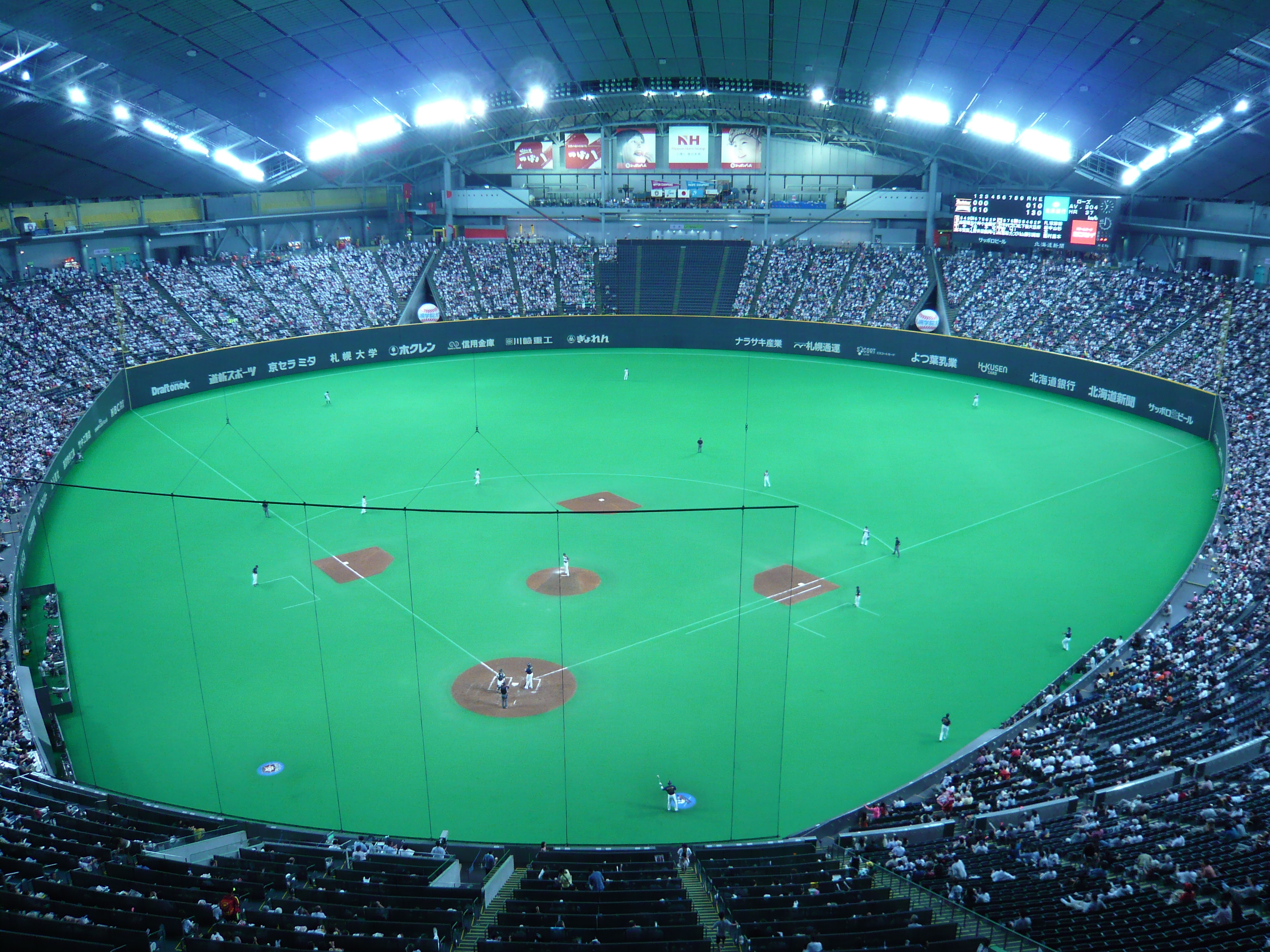
Саппоро Доум під час бейсбольного матчу

Стадіон служив однією з арен чемпіонату світу з футболу 2002 року і приймав наступні матчі:
| Дата          | Команда #1 | Результат | Команда #2        | Стадія  |
| ------------- | ---------- | --------- | ----------------- | ------- |
| 1 червня 2002 | Німеччина  | 8:0       | Саудівська Аравія | Група E |
| 3 червня 2002 | Італія     | 2:0       | Еквадор           | Група G |
| 7 червня 2002 | Аргентина  | 0:1       | Англія            | Група F |